# 8e étape du Tour d'Italie 2017
Pour un article plus général, voir Tour d'Italie 2017.
La 8e étape du Tour d'Italie 2017 se déroule le samedi 13 mai 2017, entre Molfetta et Peschici sur une distance de 189 km.

## Résultats

### Classement de l'étape
| \| Classement de l'étape \| Classement de l'étape \| Classement de l'étape \| Classement de l'étape \| Classement de l'étape \| \| Coureur \| Coureur \| Pays \| Équipe \| Temps \| \| --------------------- \| --------------------- \| --------------------- \| --------------------- \| --------------------- \| \| 1er \| Gorka Izagirre \| Espagne \| Movistar Team \| 4 h 24 min 59 s \| \| 2e \| Giovanni Visconti \| Italie \| Bahrain-Merida \| + 5 s \| \| 3e \| Luis León Sánchez \| Espagne \| Astana \| + 10 s \| \| 4e \| Enrico Battaglin \| Italie \| LottoNL-Jumbo \| + 12 s \| \| 5e \| Michael Woods \| Canada \| Cannondale-Drapac \| + 12 s \| \| 6e \| Thibaut Pinot \| France \| FDJ \| + 12 s \| \| 7e \| Vincenzo Nibali \| Italie \| Bahrain-Merida \| + 12 s \| \| 8e \| Adam Yates \| Royaume-Uni \| Orica-Scott \| + 12 s \| \| 9e \| Steven Kruijswijk \| Pays-Bas \| LottoNL-Jumbo \| + 12 s \| \| 10e \| Bob Jungels \| Luxembourg \| Quick-Step Floors \| + 12 s \| |                   |             |                   |                 |
| |                   |             |                   |                 |
| Source : ProCyclingStats |                   |             |                   |                 |
| Classement de l'étape |                   |             |                   |                 |
| Coureur | Coureur           | Pays        | Équipe            | Temps           |
| 1er | Gorka Izagirre    | Espagne     | Movistar Team     | 4 h 24 min 59 s |
| 2e | Giovanni Visconti | Italie      | Bahrain-Merida    | + 5 s           |
| 3e | Luis León Sánchez | Espagne     | Astana            | + 10 s          |
| 4e | Enrico Battaglin  | Italie      | LottoNL-Jumbo     | + 12 s          |
| 5e | Michael Woods     | Canada      | Cannondale-Drapac | + 12 s          |
| 6e | Thibaut Pinot     | France      | FDJ               | + 12 s          |
| 7e | Vincenzo Nibali   | Italie      | Bahrain-Merida    | + 12 s          |
| 8e | Adam Yates        | Royaume-Uni | Orica-Scott       | + 12 s          |
| 9e | Steven Kruijswijk | Pays-Bas    | LottoNL-Jumbo     | + 12 s          |
| 10e | Bob Jungels       | Luxembourg  | Quick-Step Floors | + 12 s          |

### Points attribués
|   | Cycliste               | Nat      | Équipe            | Pts | Bonif |
| - | ---------------------- | -------- | ----------------- | --- | ----- |
| 1 | Iljo Keisse            | Belgique | Quick-Step Floors | 10  | 3 s   |
| 2 | Lukas Pöstlberger      | Autriche | Bora-Hansgrohe    | 6   | 2 s   |
| 3 | Viatcheslav Kouznetsov | Russie   | Katusha-Alpecin   | 3   | 1 s   |
| 4 | Vincenzo Albanese      | Italie   | Bardiani CSF      | 2   |       |
| 5 | Luis León Sánchez      | Espagne  | Astana            | 1   |       |

|   | Cycliste          | Nat      | Équipe         | Pts | Bonif |
| - | ----------------- | -------- | -------------- | --- | ----- |
| 1 | Valerio Conti     | Italie   | UAE Emirates   | 10  | 3 s   |
| 2 | Luis León Sánchez | Espagne  | Astana         | 6   | 2 s   |
| 3 | Giovanni Visconti | Italie   | Bahrain-Merida | 3   | 1 s   |
| 4 | Gorka Izagirre    | Espagne  | Movistar       | 2   |       |
| 5 | Gregor Mühlberger | Autriche | Bora-Hansgrohe | 1   |       |

| - Sprint final d'Peschici (km 189) \| \| Cycliste \| Nat \| Équipe \| Points \| Bonif \| \| -- \| ----------------- \| ----------- \| ----------------- \| ------ \| ----- \| \| 1 \| Gorka Izagirre \| Espagne \| Movistar \| 25 \| 10 s \| \| 2 \| Giovanni Visconti \| Italie \| Bahrain-Merida \| 18 \| 6 s \| \| 3 \| Luis León Sánchez \| Espagne \| Astana \| 12 \| 4 s \| \| 4 \| Enrico Battaglin \| Italie \| Lotto NL-Jumbo \| 8 \| \| \| 5 \| Michael Woods \| Canada \| Cannondale-Drapac \| 6 \| \| \| 6 \| Thibaut Pinot \| France \| FDJ \| 5 \| \| \| 7 \| Vincenzo Nibali \| Italie \| Bahrain-Merida \| 4 \| \| \| 8 \| Adam Yates \| Royaume-Uni \| Orica-Scott \| 3 \| \| \| 9 \| Steven Kruijswijk \| Pays-Bas \| Lotto NL-Jumbo \| 2 \| \| \| 10 \| Bob Jungels \| Luxembourg \| Quick-Step Floors \| 1 \| \| |                   |             |                   |        |       |
| | Cycliste          | Nat         | Équipe            | Points | Bonif |
| 1 | Gorka Izagirre    | Espagne     | Movistar          | 25     | 10 s  |
| 2 | Giovanni Visconti | Italie      | Bahrain-Merida    | 18     | 6 s   |
| 3 | Luis León Sánchez | Espagne     | Astana            | 12     | 4 s   |
| 4 | Enrico Battaglin  | Italie      | Lotto NL-Jumbo    | 8      |       |
| 5 | Michael Woods     | Canada      | Cannondale-Drapac | 6      |       |
| 6 | Thibaut Pinot     | France      | FDJ               | 5      |       |
| 7 | Vincenzo Nibali   | Italie      | Bahrain-Merida    | 4      |       |
| 8 | Adam Yates        | Royaume-Uni | Orica-Scott       | 3      |       |
| 9 | Steven Kruijswijk | Pays-Bas    | Lotto NL-Jumbo    | 2      |       |
| 10 | Bob Jungels       | Luxembourg  | Quick-Step Floors | 1      |       |

### Cols et côtes
|   | Cycliste           | Pays        | Équipe                | Points |
| - | ------------------ | ----------- | --------------------- | ------ |
| 1 | Luis León Sánchez  | Espagne     | Astana                | 15     |
| 2 | Giovanni Visconti  | Italie      | Bahrain-Merida        | 8      |
| 3 | Davide Villella    | Italie      | Cannondale-Drapac     | 6      |
| 4 | Laurent Didier     | Luxembourg  | Trek-Segafredo        | 4      |
| 5 | Valerio Conti      | Italie      | UAE Emirates          | 2      |
| 6 | Branislau Samoilau | Biélorussie | CCC Sprandi Polkowice | 1      |

|   | Cycliste          | Pays    | Équipe            | Points |
| - | ----------------- | ------- | ----------------- | ------ |
| 1 | Luis León Sánchez | Espagne | Astana            | 3      |
| 2 | Ivan Rovny        | Russie  | Gazprom-RusVelo   | 2      |
| 3 | Davide Villella   | Italie  | Cannondale-Drapac | 1      |

## Classements à l'issue de l'étape

### Classement général
| \| Classement général \| Classement général \| Classement général \| Classement général \| Classement général \| \| Coureur \| Coureur \| Pays \| Équipe \| Temps \| \| ------------------ \| ------------------ \| ------------------ \| ------------------ \| ------------------ \| \| 1er \| Bob Jungels \| Luxembourg \| Quick-Step Floors \| 38 h 21 min 18 s \| \| 2e \| Geraint Thomas \| Royaume-Uni \| Team Sky \| + 6 s \| \| 3e \| Adam Yates \| Royaume-Uni \| Orica-Scott \| + 10 s \| \| 4e \| Vincenzo Nibali \| Italie \| Bahrain-Merida \| + 10 s \| \| 5e \| Domenico Pozzovivo \| Italie \| AG2R La Mondiale \| + 10 s \| \| 6e \| Tom Dumoulin \| Pays-Bas \| Team Sunweb \| + 10 s \| \| 7e \| Nairo Quintana \| Colombie \| Movistar Team \| + 10 s \| \| 8e \| Bauke Mollema \| Pays-Bas \| Trek-Segafredo \| + 10 s \| \| 9e \| Thibaut Pinot \| France \| FDJ \| + 10 s \| \| 10e \| Andrey Amador \| Costa Rica \| Movistar Team \| + 10 s \| |                    |             |                   |                  |
| |                    |             |                   |                  |
| Source : ProCyclingStats |                    |             |                   |                  |
| Classement général |                    |             |                   |                  |
| Coureur | Coureur            | Pays        | Équipe            | Temps            |
| 1er | Bob Jungels        | Luxembourg  | Quick-Step Floors | 38 h 21 min 18 s |
| 2e | Geraint Thomas     | Royaume-Uni | Team Sky          | + 6 s            |
| 3e | Adam Yates         | Royaume-Uni | Orica-Scott       | + 10 s           |
| 4e | Vincenzo Nibali    | Italie      | Bahrain-Merida    | + 10 s           |
| 5e | Domenico Pozzovivo | Italie      | AG2R La Mondiale  | + 10 s           |
| 6e | Tom Dumoulin       | Pays-Bas    | Team Sunweb       | + 10 s           |
| 7e | Nairo Quintana     | Colombie    | Movistar Team     | + 10 s           |
| 8e | Bauke Mollema      | Pays-Bas    | Trek-Segafredo    | + 10 s           |
| 9e | Thibaut Pinot      | France      | FDJ               | + 10 s           |
| 10e | Andrey Amador      | Costa Rica  | Movistar Team     | + 10 s           |

### Classement du meilleur jeune
| Classement du meilleur jeune | Classement du meilleur jeune | Classement du meilleur jeune | Classement du meilleur jeune | Classement du meilleur jeune |
|                              | Coureur                      | Pays                         | Équipe                       | Temps                        |
| ---------------------------- | ---------------------------- | ---------------------------- | ---------------------------- | ---------------------------- |
| 1er                          | Bob Jungels                  | Luxembourg                   | Quick-Step Floors            | en 38 h 21 min 18 s          |
| 2e                           | Adam Yates                   | Royaume-Uni                  | Orica-Scott                  | + 10 s                       |
| 3e                           | Davide Formolo               | Italie                       | Cannondale-Drapac            | + 10 s                       |
| 4e                           | Jan Polanc                   | Slovénie                     | UAE Emirates                 | + 1 min 18 s                 |
| 5e                           | Simone Petilli               | Italie                       | UAE Emirates                 | + 1 min 34 s                 |
| modifier                     |                              |                              |                              |                              |

### Classement aux points
| Classement par points | Classement par points | Classement par points | Classement par points         | Classement par points |
| Coureur               | Coureur               | Pays                  | Équipe                        | Points                |
| --------------------- | --------------------- | --------------------- | ----------------------------- | --------------------- |
| 1er                   | Fernando Gaviria      | Colombie              | Quick-Step Floors             | 191 pts               |
| 2e                    | Jasper Stuyven        | Belgique              | Trek-Segafredo                | 160 pts               |
| 3e                    | André Greipel         | Allemagne             | Lotto-Soudal                  | 129 pts               |
| 4e                    | Caleb Ewan            | Australie             | Orica-Scott                   | 100 pts               |
| 5e                    | Lukas Pöstlberger     | Autriche              | Bora-Hansgrohe                | 98 pts                |
| 6e                    | Daniel Teklehaimanot  | Érythrée              | Dimension Data                | 78 pts                |
| 7e                    | Kristian Sbaragli     | Italie                | Dimension Data                | 76 pts                |
| 8e                    | Silvan Dillier        | Suisse                | BMC Racing Team               | 68 pts                |
| 9e                    | Eugert Zhupa          | Albanie               | Wilier Triestina-Selle Italia | 60 pts                |
| 10e                   | Sam Bennett           | Irlande               | Bora-Hansgrohe                | 57 pts                |

### Classement du meilleur grimpeur
| Classement du meilleur grimpeur | Classement du meilleur grimpeur | Classement du meilleur grimpeur | Classement du meilleur grimpeur | Classement du meilleur grimpeur |
| ------------------------------- | ------------------------------- | ------------------------------- | ------------------------------- | ------------------------------- |
|                                 | Coureur                         | Pays                            | Équipe                          | Point(s)                        |
| 1er                             | Jan Polanc                      | Slovénie                        | UAE Emirates                    | 44 points                       |
| 2e                              | Daniel Teklehaimanot            | Érythrée                        | Dimension Data                  | 23 pts                          |
| 3e                              | Luis León Sánchez               | Espagne                         | Astana                          | 18 pts                          |
| 4e                              | Ilnur Zakarin                   | Russie                          | Katusha-Alpecin                 | 18 pts                          |
| 5e                              | Jacques Janse van Rensburg      | Afrique du Sud                  | Dimension Data                  | 15 pts                          |
| modifier                        |                                 |                                 |                                 |                                 |

### Classements par équipes

#### Classement au temps
| Classement par équipes | Classement par équipes | Classement par équipes | Classement par équipes |
| Équipe                 | Équipe                 | Pays                   | Temps                  |
| ---------------------- | ---------------------- | ---------------------- | ---------------------- |
| 1re                    | UAE Team Emirates      | Émirats arabes unis    | 115 h 04 min 41 s      |
| 2e                     | Movistar Team          | Espagne                | + 27 s                 |
| 3e                     | Cannondale-Drapac      | États-Unis             | + 30 s                 |
| 4e                     | Astana                 | Kazakhstan             | + 3 min 32 s           |
| 5e                     | Bahrain-Merida         | Bahreïn                | + 5 min 13 s           |
| 6e                     | AG2R La Mondiale       | France                 | + 6 min 18 s           |
| 7e                     | Team Sunweb            | Allemagne              | + 8 min 17 s           |
| 8e                     | Sky                    | Royaume-Uni            | + 9 min 39 s           |
| 9e                     | FDJ                    | France                 | + 10 min 34 s          |
| 10e                    | BMC Racing Team        | États-Unis             | + 10 min 39 s          |

#### Classement aux points
| Classement par équipes aux points | Classement par équipes aux points | Classement par équipes aux points | Classement par équipes aux points |
| Équipe                            | Équipe                            | Pays                              | Points                            |
| --------------------------------- | --------------------------------- | --------------------------------- | --------------------------------- |
| 1re                               | Quick-Step Floors                 | Belgique                          | 232 pts                           |
| 2e                                | Bora-Hansgrohe                    | Allemagne                         | 197 pts                           |
| 3e                                | Trek-Segafredo                    | États-Unis                        | 179 pts                           |
| 4e                                | Dimension Data                    | Afrique du Sud                    | 146 pts                           |
| 5e                                | UAE Team Emirates                 | Émirats arabes unis               | 145 pts                           |
| 6e                                | Orica-Scott                       | Australie                         | 132 pts                           |
| 7e                                | Lotto-Soudal                      | Belgique                          | 119 pts                           |
| 8e                                | Bahrain-Merida                    | Bahreïn                           | 80 pts                            |
| 9e                                | Wilier Triestina-Selle Italia     | Italie                            | 77 pts                            |
| 10e                               | Gazprom-RusVelo                   | Russie                            | 72 pts                            |